# SpringHill Suites by Marriott
SpringHill Suites by Marriott – amerykańska sieć hotelowa należąca do grupy Marriott International. Powstała w maju 1997 r. Sieć posiada 512 działających hoteli, w których jest dostępnych 60 617 pokoi (31 grudnia 2021).  

## Hotele
Do sieci należy 536 hoteli w Ameryce Północnej. W Polsce hotele SpringHill Suites by Marriott nie występują (5 marca 2023).

### Ameryka Północna
- Kanada

| * SpringHill Suites Old Montreal | * SpringHill Suites Toronto Vaughan |

- Stany Zjednoczone

- Alabama

| * SpringHill Suites Birmingham Colonnade/Grandview | * SpringHill Suites Birmingham Gardendale | * SpringHill Suites Huntsville West/Research Park | * SpringHill Suites Montgomery Downtown             | * SpringHill Suites Orange Beach at The Wharf |
| * SpringHill Suites Birmingham Downtown at UAB     | * SpringHill Suites Huntsville Downtown   | * SpringHill Suites Mobile                        | * SpringHill Suites Montgomery Prattville/Millbrook | * SpringHill Suites Tuscaloosa                |

- Alaska

| * SpringHill Suites Anchorage Midtown | * SpringHill Suites Anchorage University Lake | * SpringHill Suites Fairbanks |

- Arizona

| * SpringHill Suites Cottonwood       | * SpringHill Suites Phoenix Chandler/Fashion Center | * SpringHill Suites Phoenix Glendale Sports & Entertainment District | * SpringHill Suites Phoenix Tempe/Airport | * SpringHill Suites Tempe at Arizona Mills Mall | * SpringHill Suites Tucson at The Bridges |
| * SpringHill Suites Flagstaff        | * SpringHill Suites Phoenix Downtown                | * SpringHill Suites Phoenix Goodyear                                 | * SpringHill Suites Prescott              | * SpringHill Suites Thatcher                    | * SpringHill Suites Yuma                  |
| * SpringHill Suites Kingman Route 66 | * SpringHill Suites Phoenix Glendale/Peoria         | * SpringHill Suites Phoenix North                                    | * SpringHill Suites Scottsdale North      |                                                 |                                           |

- Arkansas

| * SpringHill Suites Bentonville | * SpringHill Suites Little Rock West |

- Connecticut

| * SpringHill Suites Danbury | * SpringHill Suites Hartford Airport/Windsor Locks | * SpringHill Suites Hartford Cromwell | * SpringHill Suites Milford | * SpringHill Suites Mystic Waterford |

- Dakota Południowa

| * SpringHill Suites Deadwood | * SpringHill Suites Sioux Falls |

- Dakota Północna

- SpringHill Suites Grand Forks

- Delaware

- SpringHill Suites Newark Downtown

- Floryda

| * SpringHill Suites Amelia Island                         | * SpringHill Suites Gainesville                   | * SpringHill Suites Miami Downtown/Medical Center                               | * SpringHill Suites Orlando at Millenia                                | * SpringHill Suites Panama City Beach Beachfront | * SpringHill Suites Tallahassee North            |
| * SpringHill Suites Boca Raton                            | * SpringHill Suites Jacksonville                  | * SpringHill Suites Naples                                                      | * SpringHill Suites Orlando at SeaWorld®                               | * SpringHill Suites Pensacola                    | * SpringHill Suites Tampa Brandon                |
| * SpringHill Suites Bradenton Downtown/Riverfront         | * SpringHill Suites Jacksonville Airport          | * SpringHill Suites Navarre Beach                                               | * SpringHill Suites Orlando Convention Center/International Drive Area | * SpringHill Suites Pensacola Beach              | * SpringHill Suites Tampa North/I-75 Tampa Palms |
| * SpringHill Suites Cape Canaveral Cocoa Beach            | * SpringHill Suites Jacksonville Baymeadows       | * SpringHill Suites New Smyrna Beach                                            | * SpringHill Suites Orlando Lake Buena Vista in the Marriott Village   | * SpringHill Suites Port St. Lucie               | * SpringHill Suites Tampa Suncoast Parkway       |
| * SpringHill Suites Clearwater Beach                      | * SpringHill Suites Jacksonville Beach Oceanfront | * SpringHill Suites Ocala                                                       | * SpringHill Suites Orlando Lake Buena Vista South                     | * SpringHill Suites Punta Gorda Harborside       | * SpringHill Suites Tampa Westshore Airport      |
| * SpringHill Suites Fort Lauderdale Airport & Cruise Port | * SpringHill Suites Lakeland                      | * SpringHill Suites Orlando Airport                                             | * SpringHill Suites Orlando Lake Nona                                  | * SpringHill Suites Sarasota Bradenton           | * SpringHill Suites Vero Beach                   |
| * SpringHill Suites Fort Lauderdale Miramar               | * SpringHill Suites Miami Airport South           | * SpringHill Suites Orlando Altamonte Springs/Maitland                          | * SpringHill Suites Orlando North/Sanford                              | * SpringHill Suites St. Petersburg Clearwater    | * SpringHill Suites West Palm Beach I-95         |
| * SpringHill Suites Fort Myers Airport                    | * SpringHill Suites Miami Doral                   | * SpringHill Suites Orlando at FLAMINGO CROSSINGS® Town Center/Western Entrance | * SpringHill Suites Orlando Theme Parks/Lake Buena Vista               | * SpringHill Suites Tallahassee Central          | * SpringHill Suites Winter Park                  |
| * SpringHill Suites Fort Myers Estero                     |                                                   |                                                                                 |                                                                        |                                                  |                                                  |

- Georgia

| * SpringHill Suites Athens Downtown/University Area | * SpringHill Suites Atlanta Buckhead               | * SpringHill Suites Atlanta Northwest        | * SpringHill Suites Chattanooga South/Ringgold, GA | * SpringHill Suites Savannah Airport                    | * SpringHill Suites Savannah Richmond Hill     |
| * SpringHill Suites Athens West                     | * SpringHill Suites Atlanta Buford/Mall of Georgia | * SpringHill Suites Atlanta Perimeter Center | * SpringHill Suites Columbus                       | * SpringHill Suites Savannah Downtown/Historic District | * SpringHill Suites Statesboro University Area |
| * SpringHill Suites Atlanta Airport Gateway         | * SpringHill Suites Atlanta Downtown               | * SpringHill Suites Atlanta Six Flags        | * SpringHill Suites Macon                          | * SpringHill Suites Savannah I-95 South                 | * SpringHill Suites Suwanee Johns Creek        |
| * SpringHill Suites Atlanta Alpharetta              | * SpringHill Suites Atlanta Kennesaw               | * SpringHill Suites Augusta                  | * SpringHill Suites Newnan                         | * SpringHill Suites Savannah Midtown                    | * SpringHill Suites Tifton                     |
| * SpringHill Suites Atlanta Alpharetta/Roswell      |                                                    |                                              |                                                    |                                                         |                                                |

- Idaho

| * SpringHill Suites Boise ParkCenter | * SpringHill Suites Boise West/Eagle | * SpringHill Suites Coeur d'Alene | * SpringHill Suites Idaho Falls | * SpringHill Suites Island Park Yellowstone | * SpringHill Suites Rexburg |

- Illinois

| * SpringHill Suites Chicago Bolingbrook | * SpringHill Suites Chicago Downtown/River North   | * SpringHill Suites Chicago Lincolnshire           | * SpringHill Suites Chicago O'Hare                    | * SpringHill Suites Chicago Southwest at Burr Ridge/Hinsdale | * SpringHill Suites Peoria                |
| * SpringHill Suites Chicago Chinatown   | * SpringHill Suites Chicago Elmhurst/Oakbrook Area | * SpringHill Suites Chicago Naperville/Warrenville | * SpringHill Suites Chicago Schaumburg/Woodfield Mall | * SpringHill Suites Chicago Waukegan/Gurnee                  | * SpringHill Suites Springfield Southwest |

- Indiana

| * SpringHill Suites Bloomington                   | * SpringHill Suites Fort Wayne North                | * SpringHill Suites Indianapolis Carmel   | * SpringHill Suites Indianapolis Fishers  | * SpringHill Suites Indianapolis Westfield    | * SpringHill Suites South Bend Notre Dame Area |
| * SpringHill Suites Chicago Southeast/Munster, IN | * SpringHill Suites Indianapolis Airport/Plainfield | * SpringHill Suites Indianapolis Downtown | * SpringHill Suites Indianapolis Keystone | * SpringHill Suites Mishawaka-University Area | * SpringHill Suites Terre Haute                |

- Iowa

| * SpringHill Suites Ames | * SpringHill Suites Coralville | * SpringHill Suites Des Moines West | * SpringHill Suites Omaha East/Council Bluffs, IA |

- Kalifornia

| * SpringHill Suites Anaheim Maingate                    | * SpringHill Suites Huntington Beach Orange County          | * SpringHill Suites Madera                           | * SpringHill Suites Palm Desert            | * SpringHill Suites San Diego Carlsbad                      | * SpringHill Suites San Jose Fremont             |
| * SpringHill Suites Anaheim Placentia/Fullerton         | * SpringHill Suites Irvine John Wayne Airport/Orange County | * SpringHill Suites Milpitas Silicon Valley          | * SpringHill Suites Pasadena Arcadia       | * SpringHill Suites San Diego Downtown/Bayfront             | * SpringHill Suites Temecula Valley Wine Country |
| * SpringHill Suites at Anaheim Resort/Convention Center | * SpringHill Suites Irvine Lake Forest                      | * SpringHill Suites Modesto                          | * SpringHill Suites Paso Robles Atascadero | * SpringHill Suites San Diego Escondido/Downtown            | * SpringHill Suites The Dunes On Monterey Bay    |
| * SpringHill Suites Auburn                              | * SpringHill Suites Lancaster Palmdale                      | * SpringHill Suites Napa Valley                      | * SpringHill Suites Ridgecrest             | * SpringHill Suites San Diego Mission Valley                | * SpringHill Suites Truckee                      |
| * SpringHill Suites Bakersfield                         | * SpringHill Suites Los Angeles Burbank/Downtown            | * SpringHill Suites Newark Fremont                   | * SpringHill Suites Riverside Redlands     | * SpringHill Suites San Diego Oceanside/Downtown            | * SpringHill Suites Valencia                     |
| * SpringHill Suites Belmont Redwood Shores              | * SpringHill Suites Los Angeles Downey                      | * SpringHill Suites Oakland Airport                  | * SpringHill Suites Sacramento Natomas     | * SpringHill Suites San Diego Rancho Bernardo/Scripps Poway | * SpringHill Suites Victorville Hesperia         |
| * SpringHill Suites Corona Riverside                    | * SpringHill Suites Los Angeles LAX/Manhattan Beach         | * SpringHill Suites Ontario Airport/Rancho Cucamonga | * SpringHill Suites Sacramento Roseville   | * SpringHill Suites San Jose Airport                        | * SpringHill Suites West Sacramento              |
| * SpringHill Suites Fresno                              |                                                             |                                                      |                                            |                                                             |                                                  |

- Kansas

| * SpringHill Suites Kansas City Lenexa/City Center | * SpringHill Suites Lawrence Downtown     | * SpringHill Suites Topeka Southwest | * SpringHill Suites Wichita East at Plazzio |
| * SpringHill Suites Kansas City Overland Park      | * SpringHill Suites Overland Park Leawood | * SpringHill Suites Wichita Airport  |                                             |

- Karolina Południowa

| * SpringHill Suites Beaufort                               | * SpringHill Suites Charleston North/Ashley Phosphate | * SpringHill Suites Columbia Downtown/The Vista | * SpringHill Suites Greenville Downtown     | * SpringHill Suites Orangeburg |
| * SpringHill Suites Charleston Airport & Convention Center | * SpringHill Suites Charleston Riverview              | * SpringHill Suites Columbia near Fort Jackson  | * SpringHill Suites Hilton Head Island      | * SpringHill Suites Sumter     |
| * SpringHill Suites Charleston Mount Pleasant              | * SpringHill Suites Cheraw                            | * SpringHill Suites Florence                    | * SpringHill Suites Myrtle Beach Oceanfront |                                |

- Karolina Północna

| * SpringHill Suites Asheville                     | * SpringHill Suites Charlotte Ballantyne             | * SpringHill Suites Charlotte Lake Norman/Mooresville  | * SpringHill Suites Durham City View        | * SpringHill Suites Lumberton                | * SpringHill Suites Raleigh Cary                                  |
| * SpringHill Suites Charlotte Airport             | * SpringHill Suites Charlotte City Center            | * SpringHill Suites Charlotte Southwest                | * SpringHill Suites Fayetteville Fort Bragg | * SpringHill Suites New Bern                 | * SpringHill Suites Raleigh-Durham Airport/Research Triangle Park |
| * SpringHill Suites Charlotte Airport Lake Pointe | * SpringHill Suites Charlotte Concord Mills/Speedway | * SpringHill Suites Charlotte University Research Park | * SpringHill Suites Greensboro              | * SpringHill Suites Pinehurst Southern Pines | * SpringHill Suites Wilmington Mayfaire                           |
| * SpringHill Suites Charlotte at Carowinds        | * SpringHill Suites Charlotte Huntersville           | * SpringHill Suites Durham Chapel Hill                 | * SpringHill Suites Greensboro Airport      | * SpringHill Suites Raleigh Apex             | * SpringHill Suites Winston-Salem Hanes Mall                      |

- Kentucky

| * SpringHill Suites Cincinnati Airport South | * SpringHill Suites Franklin Mint                             | * SpringHill Suites Louisville Airport  | * SpringHill Suites Louisville Hurstbourne/North |
| * SpringHill Suites Elizabethtown            | * SpringHill Suites Lexington Near the University of Kentucky | * SpringHill Suites Louisville Downtown | * SpringHill Suites Murray                       |

- Kolorado

| * SpringHill Suites Boulder Longmont                         | * SpringHill Suites Colorado Springs South            | * SpringHill Suites Denver Downtown          | * SpringHill Suites Denver Tech Center | * SpringHill Suites Grand Junction Downtown/Historic Main Street |
| * SpringHill Suites Colorado Springs Downtown                | * SpringHill Suites Denver Airport                    | * SpringHill Suites Denver North/Westminster | * SpringHill Suites Denver West/Golden | * SpringHill Suites Loveland Fort Collins/Windsor                |
| * SpringHill Suites Colorado Springs North/Air Force Academy | * SpringHill Suites Denver at Anschutz Medical Campus | * SpringHill Suites Denver Parker            | * SpringHill Suites Durango            | * SpringHill Suites Pueblo Downtown                              |

- Luizjana

| * SpringHill Suites Baton Rouge Gonzales      | * SpringHill Suites Baton Rouge South              | * SpringHill Suites Lake Charles                      | * SpringHill Suites New Orleans Warehouse Arts District     | * SpringHill Suites Shreveport South |
| * SpringHill Suites Baton Rouge North/Airport | * SpringHill Suites Lafayette South at River Ranch | * SpringHill Suites New Orleans Downtown/Canal Street | * SpringHill Suites Shreveport-Bossier City/Louisiana Downs | * SpringHill Suites Slidell          |

- Maryland

| * SpringHill Suites Annapolis                 | * SpringHill Suites Baltimore Downtown Convention Center Area | * SpringHill Suites Columbia          | * SpringHill Suites Frederick    | * SpringHill Suites Hagerstown       |
| * SpringHill Suites Arundel Mills BWI Airport | * SpringHill Suites Baltimore Downtown/Inner Harbor           | * SpringHill Suites Edgewood Aberdeen | * SpringHill Suites Gaithersburg | * SpringHill Suites Prince Frederick |
| * SpringHill Suites Baltimore BWI Airport     | * SpringHill Suites Baltimore White Marsh/Middle River        |                                       |                                  |                                      |

- Massachusetts

| * SpringHill Suites Boston Andover | * SpringHill Suites Boston Logan Airport Revere Beach | * SpringHill Suites Boston Peabody | * SpringHill Suites Devens Common Center | * SpringHill Suites Wrentham Plainville |

- Michigan

| * SpringHill Suites Detroit Auburn Hills          | * SpringHill Suites Detroit Southfield       | * SpringHill Suites East Lansing University Area   | * SpringHill Suites Grand Rapids North | * SpringHill Suites Lansing | * SpringHill Suites Saginaw                  |
| * SpringHill Suites Detroit Dearborn              | * SpringHill Suites Detroit Sterling Heights | * SpringHill Suites Frankenmuth                    | * SpringHill Suites Grand Rapids West  | * SpringHill Suites Midland | * SpringHill Suites St. Joseph Benton Harbor |
| * SpringHill Suites Detroit Metro Airport Romulus | * SpringHill Suites Detroit Wixom            | * SpringHill Suites Grand Rapids Airport Southeast | * SpringHill Suites Holland            |                             |                                              |

- Minnesota

| * SpringHill Suites Minneapolis Eden Prairie            | * SpringHill Suites Minneapolis West/St. Louis Park    | * SpringHill Suites Minneapolis-St. Paul Airport/Mall of America | * SpringHill Suites St. Paul Arden Hills |
| * SpringHill Suites Minneapolis Maple Grove/Arbor Lakes | * SpringHill Suites Minneapolis-St. Paul Airport/Eagan | * SpringHill Suites Rochester Mayo Clinic Area/Saint Marys       | * SpringHill Suites St. Paul Downtown    |

- Missisipi

| * SpringHill Suites Gulfport I-10 | * SpringHill Suites Jackson Ridgeland/The Township at Colony Park |

- Missouri

| * SpringHill Suites Columbia            | * SpringHill Suites Kansas City Northeast | * SpringHill Suites Springfield North            | * SpringHill Suites St. Louis Brentwood |
| * SpringHill Suites Kansas City Airport | * SpringHill Suites Kansas City Plaza     | * SpringHill Suites St. Louis Airport/Earth City |                                         |

- Montana

| * SpringHill Suites Billings | * SpringHill Suites Bozeman | * SpringHill Suites Great Falls | * SpringHill Suites Kalispell |

- Nevada

| * SpringHill Suites Las Vegas Airport | * SpringHill Suites Las Vegas Convention Center | * SpringHill Suites Las Vegas Henderson | * SpringHill Suites Las Vegas North Speedway | * SpringHill Suites Reno |

- New Hampshire

| * SpringHill Suites Hampton Portsmouth | * SpringHill Suites Manchester-Boston Regional Airport |

- New Jersey

| * SpringHill Suites East Rutherford Meadowlands/Carlstadt | * SpringHill Suites Mt. Laurel Cherry Hill               | * SpringHill Suites Somerset Franklin Township      | * SpringHill Suites Woodbridge |
| * SpringHill Suites Ewing Princeton South                 | * SpringHill Suites Newark Liberty International Airport | * SpringHill Suites Voorhees Mt. Laurel/Cherry Hill |                                |

- Nowy Jork

| * SpringHill Suites Carle Place Garden City      | * SpringHill Suites New York LaGuardia Airport | * SpringHill Suites New York Manhattan/Times Square South   | * SpringHill Suites New York Midtown Manhattan/Park Avenue | * SpringHill Suites Tarrytown Westchester County |
| * SpringHill Suites New York JFK Airport/Jamaica | * SpringHill Suites New York Manhattan/Chelsea | * SpringHill Suites New York Midtown Manhattan/Fifth Avenue | * SpringHill Suites New York Queens                        | * SpringHill Suites Tuckahoe Westchester County  |

- Nowy Meksyk

| * SpringHill Suites Albuquerque North/Journal Center | * SpringHill Suites Albuquerque University Area | * SpringHill Suites Gallup | * SpringHill Suites Las Cruces |

- Ohio

| * SpringHill Suites Canton              | * SpringHill Suites Cincinnati Midtown           | * SpringHill Suites Cleveland Solon          | * SpringHill Suites Columbus Dublin      | * SpringHill Suites Columbus OSU       | * SpringHill Suites Dayton South/Miamisburg |
| * SpringHill Suites Cincinnati Blue Ash | * SpringHill Suites Cincinnati North/Forest Park | * SpringHill Suites Columbus Airport Gahanna | * SpringHill Suites Columbus Easton Area | * SpringHill Suites Dayton Beavercreek | * SpringHill Suites Dayton Vandalia         |
| * SpringHill Suites Cincinnati Mason    | * SpringHill Suites Cleveland Independence       |                                              |                                          |                                        |                                             |

- Oklahoma

| * SpringHill Suites Ardmore | * SpringHill Suites Oklahoma City Airport            | * SpringHill Suites Oklahoma City Midwest City/Del City | * SpringHill Suites Oklahoma City Quail Springs | * SpringHill Suites Tulsa                |
| * SpringHill Suites Enid    | * SpringHill Suites Oklahoma City Downtown/Bricktown | * SpringHill Suites Oklahoma City Moore                 | * SpringHill Suites Stillwater                  | * SpringHill Suites Tulsa at Tulsa Hills |

- Oregon

| * SpringHill Suites Bend | * SpringHill Suites Medford | * SpringHill Suites Medford Airport | * SpringHill Suites Portland Airport | * SpringHill Suites Portland Hillsboro |

- Pensylwania

| * SpringHill Suites Allentown Bethlehem/Center Valley | * SpringHill Suites Hershey Near the Park                     | * SpringHill Suites Philadelphia West Chester/Exton | * SpringHill Suites Pittsburgh Mills           | * SpringHill Suites Pittsburgh Washington     |
| * SpringHill Suites Camp Hill                         | * SpringHill Suites Philadelphia Airport/Ridley Park          | * SpringHill Suites Philadelphia Willow Grove       | * SpringHill Suites Pittsburgh Monroeville     | * SpringHill Suites Quakertown                |
| * SpringHill Suites Chambersburg                      | * SpringHill Suites Philadelphia Langhorne                    | * SpringHill Suites Pittsburgh Bakery Square        | * SpringHill Suites Pittsburgh Mt. Lebanon     | * SpringHill Suites Scranton Montage Mountain |
| * SpringHill Suites Erie                              | * SpringHill Suites Philadelphia Plymouth Meeting             | * SpringHill Suites Pittsburgh Butler/Centre City   | * SpringHill Suites Pittsburgh North Shore     | * SpringHill Suites State College             |
| * SpringHill Suites Harrisburg Hershey                | * SpringHill Suites Philadelphia Valley Forge/King of Prussia | * SpringHill Suites Pittsburgh Latrobe              | * SpringHill Suites Pittsburgh Southside Works | * SpringHill Suites West Mifflin              |

- Rhode Island

- SpringHill Suites Providence West Warwick

- Teksas

| * SpringHill Suites Amarillo                        | * SpringHill Suites Dallas Central Expressway                  | * SpringHill Suites Dallas Richardson/University Area | * SpringHill Suites Houston Downtown/Convention Center | * SpringHill Suites Houston Pearland          | * SpringHill Suites San Antonio Airport                       |
| * SpringHill Suites Austin Cedar Park               | * SpringHill Suites Dallas DFW Airport East/Las Colinas Irving | * SpringHill Suites Dallas Rockwall                   | * SpringHill Suites Houston Hobby Airport              | * SpringHill Suites Houston Rosenberg         | * SpringHill Suites San Antonio Alamo Plaza/Convention Center |
| * SpringHill Suites Austin Northwest/Research Blvd. | * SpringHill Suites Dallas DFW Airport North/Grapevine         | * SpringHill Suites Denton                            | * SpringHill Suites Houston Hwy. 290/NW Cypress        | * SpringHill Suites Houston Sugar Land        | * SpringHill Suites San Antonio Downtown/Riverwalk Area       |
| * SpringHill Suites Austin Parmer/Tech Ridge        | * SpringHill Suites Dallas DFW Airport South/CentrePort        | * SpringHill Suites El Paso                           | * SpringHill Suites Houston I-45 North                 | * SpringHill Suites Houston The Woodlands     | * SpringHill Suites San Antonio Medical Center/Northwest      |
| * SpringHill Suites Austin Round Rock               | * SpringHill Suites Dallas Downtown/West End                   | * SpringHill Suites El Paso Airport                   | * SpringHill Suites Houston Intercontinental Airport   | * SpringHill Suites Houston Westchase         | * SpringHill Suites San Antonio Northwest at The RIM          |
| * SpringHill Suites Austin South                    | * SpringHill Suites Dallas Lewisville                          | * SpringHill Suites Fort Worth Fossil Creek           | * SpringHill Suites Houston Katy Mills                 | * SpringHill Suites Laredo                    | * SpringHill Suites San Antonio SeaWorld®/Lackland            |
| * SpringHill Suites Austin The Domain Area          | * SpringHill Suites Dallas Mansfield                           | * SpringHill Suites Fort Worth Historic Stockyards    | * SpringHill Suites Houston Medical Center/NRG Park    | * SpringHill Suites Lindale                   | * SpringHill Suites Texas City                                |
| * SpringHill Suites Austin West/Lakeway             | * SpringHill Suites Dallas McKinney/Allen                      | * SpringHill Suites Fort Worth University             | * SpringHill Suites Houston NASA/Seabrook              | * SpringHill Suites McAllen Convention Center | * SpringHill Suites Waco                                      |
| * SpringHill Suites Corpus Christi                  | * SpringHill Suites Dallas NW Highway at Stemmons/I-35E        | * SpringHill Suites Galveston Island                  | * SpringHill Suites Houston NASA/Webster               | * SpringHill Suites Midland Odessa            | * SpringHill Suites Waco Woodway                              |
| * SpringHill Suites Dallas Addison/Quorum Drive     | * SpringHill Suites Dallas Plano/Frisco                        | * SpringHill Suites Houston Baytown                   | * SpringHill Suites Houston Northwest                  | * SpringHill Suites San Angelo                | * SpringHill Suites Weatherford Willow Park                   |
| * SpringHill Suites Dallas Arlington North          | * SpringHill Suites Dallas Richardson/Plano                    | * SpringHill Suites Houston Brookhollow               |                                                        |                                               |                                                               |

- Tennessee

| * SpringHill Suites Chattanooga Downtown/Cameron Harbor | * SpringHill Suites Franklin Cool Springs | * SpringHill Suites Knoxville at Turkey Creek | * SpringHill Suites Memphis East/Galleria | * SpringHill Suites Nashville Downtown/Convention Center | * SpringHill Suites Nashville Vanderbilt/West End |
| * SpringHill Suites Chattanooga North/Ooltewah          | * SpringHill Suites Jackson               | * SpringHill Suites Memphis Downtown          | * SpringHill Suites Nashville Brentwood   | * SpringHill Suites Nashville MetroCenter                | * SpringHill Suites Pigeon Forge                  |

- Utah

| * SpringHill Suites Cedar City                 | * SpringHill Suites Moab                   | * SpringHill Suites Salt Lake City Downtown     | * SpringHill Suites Salt Lake City Sugar House    | * SpringHill Suites St. George Washington |
| * SpringHill Suites Lehi at Thanksgiving Point | * SpringHill Suites Provo                  | * SpringHill Suites Salt Lake City Draper       | * SpringHill Suites Salt Lake City West Valley    | * SpringHill Suites Vernal                |
| * SpringHill Suites Logan                      | * SpringHill Suites Salt Lake City Airport | * SpringHill Suites Salt Lake City-South Jordan | * SpringHill Suites Springdale Zion National Park |                                           |

- Waszyngton

| * SpringHill Suites Bellingham           | * SpringHill Suites Portland Vancouver                | * SpringHill Suites Seattle Issaquah | * SpringHill Suites Wenatchee |
| * SpringHill Suites Kennewick Tri-Cities | * SpringHill Suites Seattle Downtown/South Lake Union | * SpringHill Suites Spokane Airport  |                               |

- Wirginia

| * SpringHill Suites Alexandria                    | * SpringHill Suites Chesapeake Greenbrier | * SpringHill Suites Gainesville Haymarket             | * SpringHill Suites Norfolk Old Dominion University | * SpringHill Suites Richmond North/Glen Allen | * SpringHill Suites Virginia Beach Oceanfront |
| * SpringHill Suites Alexandria Old Town/Southwest | * SpringHill Suites Chester               | * SpringHill Suites Hampton                           | * SpringHill Suites Norfolk Virginia Beach          | * SpringHill Suites Richmond Northwest        | * SpringHill Suites Williamsburg              |
| * SpringHill Suites Ashburn Dulles North          | * SpringHill Suites Dulles Airport        | * SpringHill Suites Herndon Reston                    | * SpringHill Suites Potomac Mills Woodbridge        | * SpringHill Suites Roanoke                   | * SpringHill Suites Winchester                |
| * SpringHill Suites Centreville Chantilly         | * SpringHill Suites Fairfax Fair Oaks     | * SpringHill Suites Lynchburg Airport/University Area |                                                     |                                               |                                               |

- Wirginia Zachodnia

| * SpringHill Suites Bridgeport Clarksburg | * SpringHill Suites Morgantown | * SpringHill Suites Wheeling Triadelphia Area |

- Wisconsin

| * SpringHill Suites Green Bay | * SpringHill Suites Kenosha | * SpringHill Suites Madison | * SpringHill Suites Milwaukee Downtown | * SpringHill Suites Milwaukee West/Wauwatosa | * SpringHill Suites Wisconsin Dells |

- Wyoming

| * SpringHill Suites Cheyenne | * SpringHill Suites Jackson Hole |